# Julie de Lespinasse

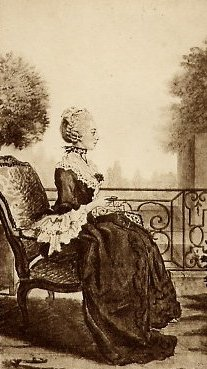
Julie de Lespinasse

Jeanne Julie de Lespinasse (*  10. November 1732 in Lyon; † 22. Mai 1776 in Paris) war eine französische Salonnière der Aufklärung.

## Leben
Julie de Lespinasse stammt aus einer außerehelichen Beziehung ihrer Mutter Julie d’Albon (1695–1748) mit dem Grafen Gaspard Nicolas de Vichy (1699–1781), einem Bruder der Marquise du Deffand. Sie wurde nach einem Landgut Lespinasse benannt. Eine gewisse Zeit lebte sie in einem Kloster. Dann war sie zunächst Lehrerin und wurde im April 1754 von ihrer erblindenden Tante, der  Madame du Deffand, in deren Salon nach Paris geholt. Letztere war nach dem Tode ihres Mannes, dem Marquis du Deffand (1688–1750), in die frühere Wohnung von Madame de Montespan in einem ehemaligen Kloster, dem couvent des Filles de Saint-Joseph  in der rue Saint-Dominique in Paris gezogen. Julie de Lespinasse zog zu ihrer Tante, wohnte zunächst in einer Wagenremise und später in einem Zimmer über der Wohnung der Tante. Lespinasse half ihr beim Ausrichten und Empfang der Salongesellschaften, machte viele Bekanntschaften und begann sich so selbst in der Pariser Salongesellschaft zu etablieren. Im Zuge dessen lernte sie auch den Aufklärer Jean Baptiste le Rond D’Alembert kennen und ging eine tiefe platonische Partnerschaft mit ihm ein.
Die Marquise du Deffand war blind und hatte die Angewohnheit, nur spät abends zu empfangen. Gäste zogen es vor, zunächst Lespinasse aufzusuchen, und gingen erst danach zu der älteren Gastgeberin. Dies führte im Mai des Jahres 1764 zum Bruch zwischen den beiden Frauen, sodass Julie de Lespinasse sich genötigt sah, eine eigene Bleibe zu suchen. Sie wählte als neues Domizil ein dreistöckiges Haus in der n° 6 rue Saint-Dominique an der Kreuzung zur rue de Bellechasse, etwa hundert Meter von ihrem früheren Wohnort entfernt.
Dort gründete sie ihren eigenen Salon mit Hilfe von Marie Thérèse Rodet Geoffrin und Louise Françoise Pauline de Montmorency (1734–1818). In diesem verkehrten die größten Literaten und Philosophen ihrer Zeit, vor allem die Enzyklopädisten, als deren „Muse“ Julie de Lespinasse oft bezeichnet wurde. Sie gehörte außerdem zum Salon der philosophes, dem Madame Helvétius vorstand.
Obwohl Julie Lespinasse laut zeitgenössischen Aussagen nicht besonders hübsch und später auch durch Blatternnarben gezeichnet war, muss sie eine große Anziehungskraft gehabt haben, denn sie hatte nicht wenige Liebschaften, unter anderem mit José Pignatelli (1737–1811), Marquis de Mora (1744–1774) und Jacques-Antoine-Hippolyte, comte de Guibert. Letzterem schrieb sie leidenschaftliche Liebesbriefe, die später veröffentlicht wurden.
Zu den wichtigsten philosophischen Werken, die im Zusammenhang mit Lespinasse stehen, rechnet man Denis Diderots Le Rêve de d’Alembert, Teil einer Trilogie, die im Jahre 1769 entstanden war und in Dialogform geschrieben wurde. In diesem fiktionalen Werk werden der Autor,  Mademoiselle de Lespinasse, D’Alembert und Théophile de Bordeu in Szene gesetzt. Das Philosophieren Lespinasses über Fragen der Sexualmoral hat das Verhältnis von Diderot zu D'Alambert negativ beeinflusst.

## Deutsche Ausgaben
- Die Liebesbriefe der Julie de Lespinasse. Übertragen und eingeleitet von Arthur Schurig. Lehmann, Dresden 1920 (Scans im DjVu-Format; E-Text: Die Liebesbriefe der Julie de Lespinasse im Projekt Gutenberg-DE) Reprint, Bremen 2010, ISBN 978-3-86741-217-9
- Briefe einer Leidenschaft. 1773 bis 1776. C. H. Beck, München 1997, ISBN 3-406-42336-1 (Online lesbar in Google Buchsuche)
  - (Ohne Titel) Auszug, datiert: Dienstag, Dezember 1795 (ohne Datum). In: Robert Darnton: George Washingtons falsche Zähne oder noch einmal: Was ist Aufklärung? ebd. 1997, ISBN 3-406-42367-1, S. 35f. (über Lektüre, Brief an Jean-Jacques Comte de Guibert; aus vorigem Buch S. 444f.)